# Bernard Quemada
Bernard Quemada (* 13. Juni 1926 in Donostia-San Sebastián; † 5. Juni 2018 in Paris) war ein französischer Linguist, Romanist, Lexikograf und Wörterbuchforscher.

## Leben und Werk

### Studium und Dissertation
Bernard-Jésus-Manuel Quemada (selten auch: Quémada), der einen spanischen Vater hatte, besuchte das Lycée Chaptal im 8. Arrondissement von Paris. Er studierte an der Sorbonne und schloss 1949 ab mit der von Georges Matoré betreuten Dissertation Le "commerce amoureux" dans les romans mondains (1640–1700). Etude sur le vocabulaire de la galanterie au XVIIe siècle. Thèse d'université (unpubliziert).

### Angewandte Sprachwissenschaft in Besançon
Von 1950 bis 1969 lehrte er an der Universität Besançon zuerst als Assistent, später als Professor für Angewandte Sprachwissenschaft, eine Disziplin, die er in Frankreich begründete und mit modernsten Mitteln ausstattete, u. a. ab 1962 mit einem Sprachlabor, ferner mit frühen Formen der automatischen Textverarbeitung. Daneben galt sein besonderes Forschungsinteresse dem Wortschatz und den Wörterbüchern. Auf beiden Forschungsfeldern begründete er maßgebliche Zeitschriften, 1959 die Cahiers de Lexicologie und 1962 die Etudes de Linguistique Appliquée, ferner die Publikationsreihe Matériaux pour l’histoire du vocabulaire français mit zahlreichen Bänden.

### Wörterbuchforschung
1968 habilitierte sich Quemada an der Sorbonne mit der von Robert-Léon Wagner betreuten Arbeit Les Dictionnaires du français moderne 1539–1863. Etude sur leur histoire, leurs types et leurs méthodes, bereichert um einen voluminösen Essai de bibliographie générale des dictionnaires, vocabulaires et glossaires français. Tome II, Tables. 1. Liste chronologique. 2. Index des titres. Besançon 1967. Mit dieser Forschungsleistung trug er (zusammen mit Jean Dubois, Alain Rey und Josette Rey-Debove) entscheidend zur Begründung der Wörterbuchforschung als wissenschaftlicher Disziplin bei.

### Sprachglossenforschung
Von 1970 bis 1981 lehrte Quemada an der Universität Paris III (Sorbonne Nouvelle). Er publizierte eine umfangreiche Bibliographie sämtlicher von 1950 bis 1970 in den französischen Zeitungen erschienenen Sprachglossen (Bibliographie des chroniques de langage publiées dans la presse française. 2 Bde. Paris 1970 und 1972), einem Genre, das hier zum ersten Mal als Gegenstand linguistischer Forschung ernst genommen wurde.

### Herausgabe des TLF
1977 wurde Quemada als Nachfolger von Paul Imbs Direktor des Institut National de la Langue Française in Nancy (bis 1991) und übernahm ab Band 8 die Herausgabe des Großwörterbuchs Trésor de la langue française (TLF), das er bis zum 16. und letzten Band (1994) betreute. Daneben lehrte er von 1975 bis 1995 an der École pratique des hautes études. Von 1989 bis 1999 engagierte sich Quemada in der französischen Sprachpolitik als Vizepräsident (de facto Präsident) des Conseil supérieur de la langue française. Ab 1995 gab er (zusammen mit seinem Schüler Jean Pruvost) im Verlag Honoré Champion mehrere Reihen zur Lexikografie und Wörterbuchforschung heraus.

### Ehrungen
Quemada war Mitglied der Accademia della Crusca.

### Privatleben
Quemada war verheiratet mit der Lexikologin Gabrielle Quemada († 2010).

## Weitere Werke (Auswahl)
- Introduction à l'étude du vocabulaire médical (1600–1710). Les Belles lettres, Paris 1955 (materialreiche methodologische und bibliographische Studie mit einem Vorwort von Georges Matoré).
- (mit Peter J. Wexler) Datations et documents lexicographiques. 3 Bde. Paris 1959–1965 (Matériaux pour l’Histoire du Vocabulaire français).
- (Hrsg.) Actes du Colloque international sur la mécanisation des recherches lexicologiques Besançon (Juin 1961). Didier/Larousse, Paris 1962.
- "Lexicology and lexicography". In: Thomas A. Sebeok (Hrsg.): Current Trends in Linguistics. Band 9. Linguistics in Western Europe. Mouton, Paris/Den Haag 1972, S. 395–475.
- (Hrsg. mit Jean Pruvost) Le Dictionnaire de l'Académie française et la lexicographie institutionnelle européenne. Actes du colloque international, 17, 18 et 19 novembre. Honoré Champion, Paris 1998.
- (Hrsg.) Les Préfaces du dictionnaire de l'Académie française, 1694–1992. Honoré Champion, Paris 1997.